# Franz Friedrich Fronius
Franz Friedrich Fronius (n. 9 ianuarie 1829, Nadeș, comitatul Târnava, Marele Principat al Transilvaniei – d. 14 februarie 1886, Agnita, Austro-Ungaria) a fost un profesor, biolog și etnolog sas din Transilvania.

## Biografie

### Educație
A urmat gimnaziul la Sighișoara. Începând cu anul 1847 a studiat teologia evanghelică și științele naturii la Universitatea din Leipzig. Între 1850-1859 a activat ca profesor de științele naturii în Sighișoara. Franz Friedrich Fronius s-a dedicat în special studiului botanicii, a studiat flora din Sighișoara și a făcut expediții în Carpații Orientali și Meridionali pentru întregirea colecției sale. Rezultatele expedițiilor sale au fost cuprinse în lucrarea sa intitulată Dezbateri și comunicări a Uniunii Transilvănene pentru Științele naturii din Sibiu.

### Biolog, preot
Din anul 1855 până în 1858 a făcut observații fenologice ale florei și faunei sighișorene. Una dintre cele mai importante lucrări ale sale din domeniul botanicii a apărut în anul 1858 și se intitulează "Flora din Sighișoara".
Din anul 1859 a fost numit preot la Archita din actualul județ Mureș (Arkeden). Aici a redactat o monografie a localității și a publicat lucrări etnografice despre datinile, obiceiurile și credințele țăranilor transilvăneni din acea localitate. Toate acestea au fost adunate în tratatul Bilder aus dem sächsischen Bauernleben in Siebenbürgen. Ein Beitrag zur deutschen Culturgeschichte (Imagini din viața țărănească a sașilor. O contribuție la istoria culturii germane) care a apărut la Viena în 1879.

### Scrieri
S-au păstrat și scrisorile sale, care au un conținut politic și sunt pline de umor, încât ar putea fi numite Litterae obscurorem virorum.
În anul 1868 a fost numit preot în Agnita, unde, pentru început, a finalizat construcția deja începută a școlii, după care a amenajat o grădină școlară exemplară.
La 1881 a publicat un tratat despre flora carpatină. În total a publicat 33 de lucrări.
Fronius Franz Friedrich a fost membru al Comitetului VSL și al Uniunii Agricole Transilvănene, precum și membru al Uniunii Transilvănene pentru științele naturii din Sibiu.

## Scrieri
Franz Friedrich Fronius a publicat 33 de scrieri, din care, cele mai importante sunt următoarele:
- Zwei botanische Exkursionen in die Frumoase und den Butschetsch („Două excursii botanice în Frumoase și Bucegi”). Verhandl. und Mitt. Nr. 6, 1855
- Flora von Schäßburg, ein Beitrag zur Flora von Siebenbürgen („Flora din Sighișoara, contribuție la flora Transilvaniei”). Schäßburger Gymnasialprogramm, 1857–1858
- Beiträge zur Entwicklungsgeschichte der evangelisch-sächsischen Gemeinde Arkeden („Contribuții la istoria dezvoltării comunității evanghelico-săsești din Archita”). Hermannstadt 1866
- Das deutsche Badeleben in Siebenbürgen („Scăldatul în Transilvania”). Sächsische Hausfrau, 1860
- Zur Erinnerung an Dr. Johann Christian Gottlob Baumgarten („În amintirea dr.-lui Johann Christian Gottlob Baumgarten”). Archiv für siebenbürgische Landeskunde, Neue Folge Nr.11, 1873
- Bilder aus dem sächsischen Bauernleben in Siebenbürgen („Imagini din viața țărănească săsească din Transilvania”), Graeser Verlag, Wien 1879, 1883 und 1885
- Zur Charakteristik der Karpatenflora („Referitor la caracteristicile florei carpatine”). Jahrbuch SKV, 1881
- Litterae obscurorem virorum. (eine Reihe von politisch-humorvollen Briefen) (o serie de scrisori politico-umoristice)

## Memoria
- Casa Fronius din Sighișoara, monument istoric